# Atrophaneura palu
Bướm phượng Palu (Atrophaneura palu) là một loài bướm phượng trong họ Papilionidae. Nó là loài đặc hữu đảo Indonesia Sulawesi. Tên của nó tham chiếu đến Palu, do tiêu bản điển hình được bắt ở cao nguyên gần thành phố nhưng nó cũng sinh sống ở nơi có độ cao thấp hơn. Nó đã từng được xem là phân loài của Atrophaneura coon.